# 魔物獵人攜帶版
《魔物獵人攜帶版》是於2005年12月1日在日本發佈的PlayStation Portable遊戲，是魔物獵人系列首個攜帶版遊戲，亦是系列中的第三個作品。本作分別於2006年5月12日及23日在歐洲及北美發佈。
本作也是前作《魔物獵人G》的重製版及PlayStation Portable移植版。儘管本作是《魔物獵人G》的重製版，但遊戲相對前作有不少的更動，如新任務系統讓玩家能夠獨自完成大部份任務，而非如前作般需要多人協作才能完成任務。

## 遊戲玩法
如同前作，《魔物獵人攜帶版》仍然圍繞著獵人與狩獵。在遊戲中，玩家需要透過完成各種任務以收集素材及金錢。這些素材及金錢可以被製成不同裝備。隨著時間推移，玩家的裝備和獵人等級會慢慢提升，而玩家亦能挑戰更多強大的怪物。與其他砍殺遊戲不同，此遊戲需要玩家使用技巧及計劃戰勝強大的魔物。此遊戲亦供玩家選擇多種武器，以應對不同的環境及魔物。這些武器包括大槌、長槍、單手劍、雙劍、大劍、輕弩和重砲。

### 單人遊戲
在單人模式中，玩家可以選擇接受村長任務或公會任務。玩家亦可以在商店中購物及在農起中收集素材。

### 多人遊戲
若玩家進入網上集會所，玩家就會進入多人模式。在多人模式中，玩家可以交換公會卡片、交換物品、談話等。在接受公會任務後，玩家便可以與其他玩家一起狩獵，使任務成功率更高。玩家完成任務後獲得的報酬亦不會因多人模式而減少。

## 銷量
截至2013年3月23日，《魔物獵人攜帶版》的總銷量為130萬套遊戲。本作在日本共售出了103萬套遊戲，佔了總銷量的78.9%。本作於北美及歐洲則分別售出了23萬及1萬套遊戲。《魔物獵人攜帶版》的銷量比前作《魔物獵人》及《魔物獵人G》好，並且是系列中首個銷量超過100萬套的遊戲。《魔物獵人》截至2013年3月23日僅售出了50萬套遊戲，比本作少80萬套。而《魔物獵人G》售出了25萬套遊戲，僅為本作總銷量的1/5。
儘管《魔物獵人攜帶版》的銷量比前作好，但本作仍是魔物獵人攜帶版系列中銷量最低的遊戲。續作《魔物獵人攜帶版2nd》的總銷量為215萬套遊戲，比本作多85萬套。續作《魔物獵人攜帶版3rd》的總銷量更突破470萬套遊戲，為本作的3倍有多。

## 評價
《魔物獵人攜帶版》的評價偏好。IGN得出本作的分數為7.7分，稱讚遊戲擁有「令人印象深刻的風格」、「漂亮的人物造型和動畫，紋理清晰和鬱鬱蔥蔥的環境」，但批評遊戲的載入時間長，以及任務太多太長。而Metacritic則給予本作71分。另一方面，GameSpot僅給予此遊戲6.5分。GameSpot的瑞恩·戴維斯批評遊戲缺乏鎖定設定、鏡頭角度差以及線上遊戲設定差，儘管他仍然讚賞遊戲的環境、獵人裝備和任務數量。

## 外部連結
- （日語）魔物獵人官方入口網站 （页面存档备份，存于）
  - （日語）魔物獵人官方網站 （页面存档备份，存于）
  - （日語）魔物獵人G官方網站 （页面存档备份，存于）
  - （日語）魔物獵人攜帶版官方網站 （页面存档备份，存于）